# Astragalus aksuensis
Astragalus aksuensis är en ärtväxtart som beskrevs av Aleksandr Andrejevitj Bunge. Astragalus aksuensis ingår i släktet vedlar, och familjen ärtväxter. Inga underarter finns listade i Catalogue of Life.